# Shock spinale
Lo shock spinale è una forma di shock per la prima volta descritta da Whytt nel 1750 come  perdita di sensibilità accompagnata da paralisi motoria e dalla completa perdita di riflessi mediati dal midollo spinale; talora si ha recupero totale o parziale in capo ad alcune ore, giorni o addirittura mesi. La sua manifestazione ricorda lo shock neurogeno.

## Sintomatologia
I sintomi e i segni clinici presentano ipotensione, bradicardia, lesioni del midollo.

## Eziologia
La causa è una lesione del midollo spinale.

## Fasi
Studi hanno dimostrato che consta di quattro fasi diverse, collegate all'andamento dei riflessi nell'individuo, che comprendono un lasso di tempo che varia da tre a 6 settimane:
- Fase 1, perdita dei riflessi (areflessia)
- Fase 2, dopo circa due giorni vengono recuperati parte dei riflessi
- Fase 3, dove si evince iperreflessia
- Fase 4, la fase 3 diventa spastica

In alcuni casi la durata complessiva di tali fasi è stata di alcuni mesi.

## In ostetricia
Lo shock spinale risulta conseguente ad un'anomalia che può manifestarsi dopo il parto per eventi di stress correlati.